# Oskarshamns Bryggeri
Oskarshamns bryggeri var ett bryggeri i Oskarshamns kommun i Sverige.

## Historia
Bryggeribyggnaden är från år 1876. Oskarshamns ångbryggeri med mälteri och vattenfabrik ägdes av Oskarshamns Bryggeriaktiebolag med verkställande direktör P. Deurell och disponent G. Zetterberg. Bryggerianläggningen är en fortsättning av det bayerska bryggeriet, som v.konsul P. Daurell 1846 anlade, vilken bedrevs till 1877 då egendomen övergick till Oskarshamns Bryggeriaktiebolag. Oskarshamns bryggeriaktiebolag lät uppföra en bryggeribyggnad av granit och mursten. Byggnaden hade inrättningar och lokaler som krävdes för ett ändamålsenligt bryggeri. Ångmaskiner, pannor samt övriga redskap och maskiner var inköpta och monterade av maskinfabriken Germania i Chemnitz och av W. Wiklunds gjuteri & mekaniska verkstad i Stockholm. Till egendomen hörde ett stort tomtområde inom staden samt tre bostadshus, magasin och övriga nödvändiga byggnader. Tillverkningen bestod av malt och maltdrycker, läskedrycker och kolsyrat vatten.